# Anthony Racioppi
Anthony Racioppi (Genf, 1998. december 31. –) svájci korosztályos válogatott labdarúgó, a Young Boys kapusa.

## Pályafutása

### Klubcsapatokban
Racioppi a svájci Genf városában született. Az ifjúsági pályafutását a Chênois csapatában kezdte, majd 2012-ben a francia Lyon akadémiájánál folytatta.
2016-ban mutatkozott be a Lyon tartalék, majd 2018-ban az első csapatában, ahol egy mérkőzésen sem szerepelt. 2020 szeptemberében az első osztályban érdekelt Dijonhoz szerződött. Először 2020. november 8-án, a Metz ellen 1–1-es döntetlennel zárult mérkőzésen lépett pályára. Az első szezonban kiestek a Ligue 2-be.
2022. január 10-én 3½ éves szerződést kötött a svájci Young Boys együttesével. 2022. január 29-én, a Lugano ellen 1–0-ra megnyert ligamérkőzésen debütált.

### A válogatottban
2018-ban debütált a svájci U21-es válogatottban. Először 2018. november 16-án, Franciaország ellen 1–1-es döntetlennel zárult barátságos mérkőzésen lépett pályára.

## Statisztika
2023. január 21. szerint.
| Klub       | Szezon   | Bajnokság          | Bajnokság | Bajnokság | Kupa  | Kupa  | Nemzetközi | Nemzetközi | Összesen | Összesen |
| Klub       | Szezon   | Bajnokság          | Mérk.     | Gólok     | Mérk. | Gólok | Mérk.      | Gólok      | Mérk.    | Gólok    |
| ---------- | -------- | ------------------ | --------- | --------- | ----- | ----- | ---------- | ---------- | -------- | -------- |
| Dijon      | 2020–21  | Ligue 1            | 21        | 0         | 0     | 0     | 0          | 0          | 21       | 0        |
| Dijon      | 2021–22  | Ligue 2            | 2         | 0         | 2     | 0     | 0          | 0          | 4        | 0        |
| Dijon      | Összesen | Összesen           | 23        | 0         | 2     | 0     | 0          | 0          | 25       | 0        |
| Young Boys | 2021–22  | Swiss Super League | 5         | 0         | 0     | 0     | 0          | 0          | 5        | 0        |
| Young Boys | 2022–23  | Swiss Super League | 3         | 0         | 1     | 0     | 1          | 0          | 5        | 0        |
| Young Boys | Összesen | Összesen           | 8         | 0         | 1     | 0     | 1          | 0          | 10       | 0        |
| Összesen   | Összesen | Összesen           | 31        | 0         | 3     | 0     | 1          | 0          | 35       | 0        |

## Sikerei, díjai
Young Boys
- Swiss Super League
  - Bajnok (1): 2022–23

- Svájci Kupa
  - Győztes (1): 2022–23